# Danh sách tên ký hiệu của NATO cho máy bay trực thăng
NATO/ASCC tên ký hiệu cho máy bay trực thăng:
- Mi-26 "Halo"
- Mi-1 "Hare"
- Mi-10 "Harke"
- Ka-25 "Harp"
- Ka-10 "Hat"
- Mi-28 "Havoc"
- Mi-14 "Haze"
- Ka-27/29/32 "Helix"
- Ka-15 "Hen"
- Mi-34 "Hermit"
- Mi-24 "Hind"
- Mi-8/9/17 "Hip"
- Ka-18 "Hog"
- Ka-50/Ka-52 "Hokum"
- Mi-12 "Homer"
- Ka-26/126 "Hoodlum"
- Mi-6 "Hook"
- Ka-22 "Hoop"
- Mi-2 "Hoplite"
- Ka-25 "Hormone"
- Yak-24 "Horse"
- Mi-4 "Hound"

Xem thêm: Tên ký hiệu của NATO